# AEC Model 850

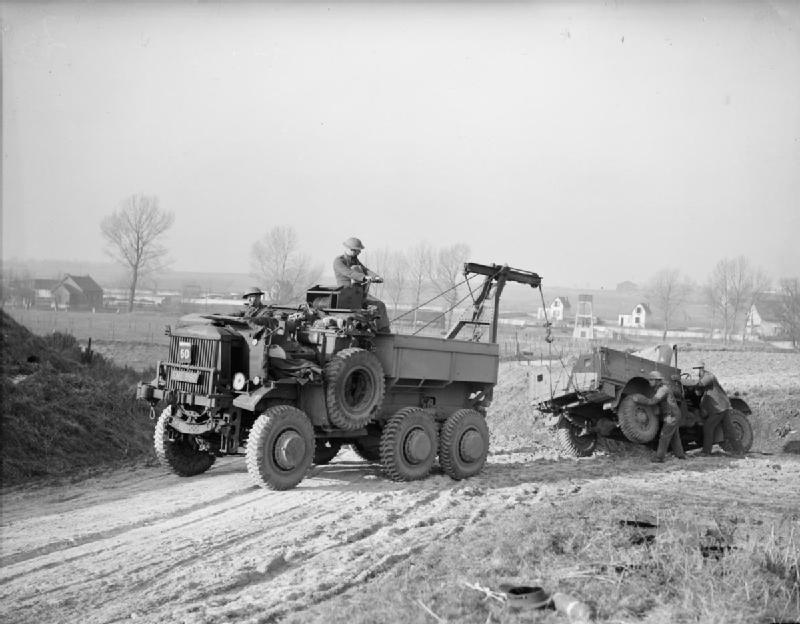
Bergingsvoertuig versie

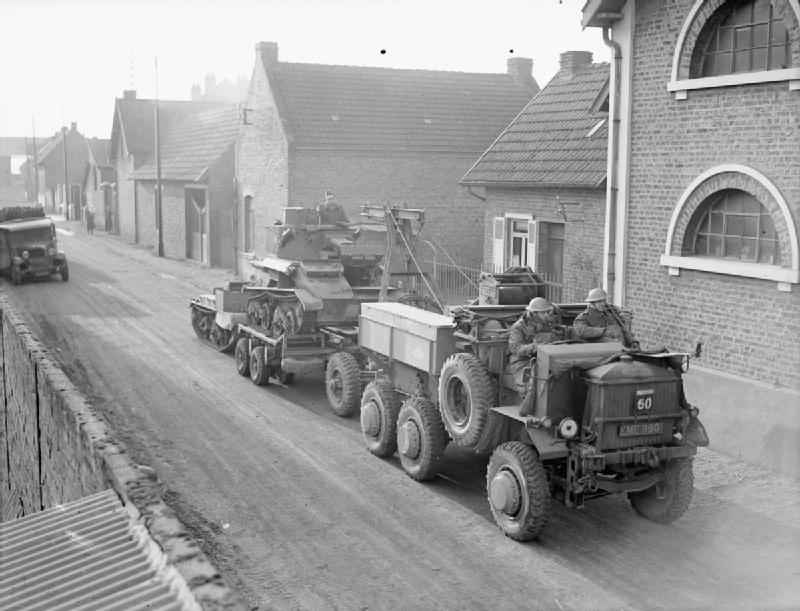
FWD in Frankrijk (1939-1940)

De AEC Model 850, ook wel bekend als de FWD R6T, was een Brits legervoertuig. Het was in twee versies beschikbaar, als artillerietrekker en als bergingsvoertuig. Het was in productie van 1929 tot 1936 en er zijn 57 exemplaren van gemaakt en een prototype.

## Geschiedenis
In 1928 kregen diverse vrachtwagenfabrikanten het verzoek van het Britse leger om een zeswielaangedreven artillerietrekker te ontwikkelen. Naast Engelse bedrijven als Guy Motors, Leyland en Scammell werd ook het Amerikaanse bedrijf Four Wheel Drive Auto Company (FWD), met een vestiging in Slough, uitgenodigd. De voertuigen moesten in staat zijn een aanhanglast van ongeveer 6 ton mee te nemen.

## Beschrijving
FWD kwam met de R6T. Het was het eerste voertuig van deze fabrikant met zeswielaandrijving. Het was uitgerust met een Dorman JUL zescilinder benzinemotor met zijkleppen. De cilinderinhoud was 6,6 liter en de motor leverde een vermogen van 78 pk. Alle wielen werden aangedreven via een versnellingsbak met vier versnellingen en een extra reductiebak waardoor ze in hoge- als lage gearing gebruikt konden worden (4F1Rx2). In 1929 werd het prototype aan het leger geleverd om getest te worden. Aan het einde van dat jaar kwam het voertuig terug naar de fabriek. FWD kreeg een opdracht voor negen voertuigen, maar enkele veranderingen waren noodzakelijk.
In 1929 sloten FWD en AEC een samenwerkingsverband. Componenten van het voertuig werden vervangen door AEC materieel. De motor werd vervangen door een AEC A136 met kopkleppen. Deze had een kleinere cilinderinhoud van 6,1 liter, maar had met 95 pk wel meer vermogen. De versnellingsbak werd ook geruild voor een versie van AEC. Aanpassingen aan de bestuurderscabine en opbouw werden ook doorgevoerd waarbij de meest opvallende was de positie van twee bemanningsleden naast de motor enigszins voor de bestuurder. De cabine en vrachtruim waren open, maar konden door met een canvas dak worden afgedekt.
In 1932 werd de Engelse vestiging van FWD overgenomen door AEC. De type-aanduiding van het voertuigen veranderde van R6T naar AEC Model 850. In totaal zijn 24 exemplaren gebouwd bij FWD in Slough en 33 stuks in de AEC fabriek te Southall tussen 1932 en 1936. De totale productie kwam hiermee op 57.

## Inzet
Bij het uitbreken van de Tweede Wereldoorlog zijn een aantal voertuigen in 1939-1940 naar Frankrijk gestuurd met het British Expeditionary Force (BEF). Bij de evacuatie van het BEF in mei 1940 zijn veel exemplaren achtergebleven.
Bij het Imperial War Museum in Duxford staat het enige overgebleven exemplaar. Het voertuig werd in 1970 volledig gerestaureerd.